# Giro dell’Emilia
Der Giro dell’Emilia ist ein italienisches Straßenradrennen im Männerradsport.
Der Wettbewerb wurde erstmals im Jahr 1909 als Eintagesrennen mit einer Distanz von 340 km ausgetragen. Zielort war dabei 1965 und 1966 Baganzola, 1997 Reggio Emilia und im Übrigen Bologna. Die Streckenlänge verringerte sich auf mittlerweile ca. 200 km. Seit 1999 endet das Rennen nach einer längeren Runde durch den Apennin nach fünf Zielrunden in Bologna am Santuario della Madonna di San Luca oberhalb der Stadt.
Der Giro dell’Emilia gehört seit 2005 zur UCI Europe Tour und zählte bis 2019 dort zur höchsten UCI-Kategorie 1.HC. Seit 2020 ist das Rennen Teil der UCI ProSeries.
Das Rennen wird durch die Gruppo Sportivo Emilia organisiert, die auch die Settimana Internazionale di Coppi e Bartali, die Trofeo Laigueglia, Per sempre Alfredo und die Settimana Ciclistica Italiana veranstaltet.
Rekordsieger ist der Italiener Costante Girardengo, der den Giro dell’Emilia fünfmal gewinnen konnte. Als einziger Deutscher entschied bisher Jan Ullrich das Rennen 2001 für sich.
Seit dem Jahr 2014 wurde erstmals am gleichen Tag das Frauenrennen Giro dell’Emilia Internationale Donne Elite ausgetragen.

## Palmarès
| Jahr | Sieger                   | Zweiter              | Dritter             |
| ---- | ------------------------ | -------------------- | ------------------- |
| 1909 | Eberardo Pavesi          | Giuseppe Brambilla   | Luigi Ganna         |
| 1910 | Luigi Ganna              | Pierino Albini       | Alfredo Sivocci     |
| 1911 | Clemente Canepari        | Vincenzo Borgarello  | Carlo Durando       |
| 1912 | Ugo Agostoni             | Giuseppe Santhià     | Costante Girardengo |
| 1913 | Alfonso Calzolari        | Ezio Corlaita        | Carlo Durando       |
| 1914 | Ezio Corlaita            | Costante Girardengo  | Carlo Durando       |
| 1917 | Angelo Gremo             | Luigi Lucotti        | Costante Girardengo |
| 1918 | Costante Girardengo      | Leopoldo Torricelli  | Alfonso Calzolari   |
| 1919 | Costante Girardengo      | Ezio Corlaita        | Lauro Bordin        |
| 1920 | Giovanni Brunero         | Costante Girardengo  | Emilio Petiva       |
| 1921 | Costante Girardengo      | Giovanni Brunero     | Bartolomeo Aimo     |
| 1922 | Costante Girardengo      | Alfredo Sivocci      | Ugo Agostoni        |
| 1923 | Michele Gordini          | Giuseppe Enrici      | Pasquale Di Pietro  |
| 1924 | Pietro Linari            | Gaetano Belloni      | Costante Girardengo |
| 1925 | Costante Girardengo      | Alfredo Binda        | Giovanni Brunero    |
| 1927 | Domenico Piemontesi      | Alfredo Binda        | Allegro Grandi      |
| 1928 | Alfonso Piccin           | Pietro Fossati       | Michele Mara        |
| 1929 | Allegro Grandi           | Adolfo Bordoni       | Felice Gremo        |
| 1930 | Mario Bonetti            | Camillo Erba         | Attilio Pavesi      |
| 1931 | Glauco Servadei          | Giovanni Tulipani    | Renato Scorticati   |
| 1934 | Marco Cimatti            | Romeo Rossi          | Mario Simoni        |
| 1935 | Aldo Bini                | Eugenio Gestri       | Ruggero Balli       |
| 1936 | Giuseppe Olmo            | Olimpio Bizzi        | Pietro Rimoldi      |
| 1937 | Cesare Del Cancia        | Adriano Vignoli      | Giovanni Gotti      |
| 1938 | Corrado Ardizzoni        | Bianco Bianchi       | Renzo Silvestri     |
| 1939 | Serafino Biagioni        | Doro Morigi          | Giovanni Brotto     |
| 1940 | Osvaldo Bailo            | Mario Ricci          | Pietro Rimoldi      |
| 1941 | Fausto Coppi             | Enrico Mollo         | Gino Bartali        |
| 1942 | Adolfo Leoni             | Aldo Bini            | Cino Cinelli        |
| 1943 | Nedo Logli               | Primo Zuccotti       | Elio Bertocchi      |
| 1946 | Adolfo Leoni             | Sergio Maggini       | Serse Coppi         |
| 1947 | Fausto Coppi             | Gino Bartali         | Alfredo Martini     |
| 1948 | Fausto Coppi             | Vittorio Rossello    | Settimio Simonini   |
| 1949 | Virgilio Salimbeni       | Sergio Pagliazzi     | Silvio Pedroni      |
| 1950 | Luciano Maggini          | Enzo Nannini         | Danilo Barozzi      |
| 1951 | Luciano Maggini          | Giorgio Albani       | Sergio Pagliazzi    |
| 1952 | Gino Bartali             | Giuseppe Minardi     | Fausto Coppi        |
| 1953 | Gino Bartali             | Giancarlo Astrua     | Lido Sartini        |
| 1954 | Nino Defilippis          | Rino Benedetti       | Michele Gismondi    |
| 1955 | Nino Defilippis          | Bruno Monti          | Eugenio Bertoglio   |
| 1956 | Bruno Monti              | Adolfo Grosso        | Rino Benedetti      |
| 1957 | Bruno Monti              | Giuseppe Fallarini   | Angelo Conterno     |
| 1958 | Diego Ronchini           | Noè Conti            | Vito Favero         |
| 1959 | Ercole Baldini           | Alessandro Fantini   | Walter Martin       |
| 1960 | Pierino Baffi            | Diego Ronchini       | Carlo Brugnami      |
| 1961 | Diego Ronchini           | Giorgio Zancanaro    | Franco Balmamion    |
| 1962 | Bruno Mealli             | Walter Martin        | Antonio Suárez      |
| 1963 | Italo Zilioli            | Silvano Ciampi       | Giovanni Bettinelli |
| 1965 | Michele Dancelli         | Adriano Durante      | Franco Bitossi      |
| 1966 | Carmine Preziosi         | Italo Mazzacurati    | Luigi Zuccotti      |
| 1967 | Michele Dancelli         | Guido De Rosso       | Franco Bitossi      |
| 1968 | Gianni Motta             | Giancarlo Polidori   | Claudio Michelotto  |
| 1969 | Gianni Motta             | Franco Bitossi       | Felice Gimondi      |
| 1970 | Franco Bitossi           | Italo Zilioli        | Michele Dancelli    |
| 1971 | Gianni Motta             | Ole Ritter           | Giancarlo Polidori  |
| 1972 | Eddy Merckx              | Santiago Lazcano     | Felice Gimondi      |
| 1973 | Franco Bitossi           | Marcello Bergamo     | Miguel María Lasa   |
| 1974 | Francesco Moser          | Roger De Vlaeminck   | Tino Conti          |
| 1975 | Enrico Paolini           | Felice Gimondi       | Alfredo Chinetti    |
| 1976 | Roger De Vlaeminck       | Italo Zilioli        | Glauco Santoni      |
| 1977 | Mario Beccia             | Bernt Johansson      | Phil Edwards        |
| 1978 | Bernt Johansson          | Wladimiro Panizza    | Alfio Vandi         |
| 1979 | Francesco Moser          | Pierino Gavazzi      | Silvano Contini     |
| 1980 | Gianbattista Baronchelli | Wladimiro Panizza    | Jørgen Marcussen    |
| 1981 | Pierino Gavazzi          | Francesco Moser      | Silvano Contini     |
| 1982 | Pierino Gavazzi          | Silvano Contini      | Emanuele Bombini    |
| 1983 | Cesare Cipollini         | Daniele Caroli       | Dag Erik Pedersen   |
| 1984 | Ezio Moroni              | Michael Wilson       | Roberto Ceruti      |
| 1985 | Acácio da Silva          | Claudio Corti        | Marino Lejarreta    |
| 1986 | Hubert Seiz              | Dag Erik Pedersen    | Pierino Gavazzi     |
| 1987 | Jean-François Bernard    | Moreno Argentin      | Jiří Škoda          |
| 1988 | Tony Rominger            | Maurizio Fondriest   | Rolf Sørensen       |
| 1989 | Dmitri Konyschew         | Maurizio Fondriest   | Mauro Gianetti      |
| 1990 | Davide Cassani           | Gilles Delion        | Yvon Madiot         |
| 1991 | Davide Cassani           | Ivan Gotti           | Charly Mottet       |
| 1992 | Gianni Bugno             | Davide Cassani       | Stephen Hodge       |
| 1993 | Maurizio Fondriest       | Pascal Richard       | Claudio Chiappucci  |
| 1994 | Francesco Casagrande     | Maurizio Fondriest   | Davide Cassani      |
| 1995 | Davide Cassani           | Massimo Donati       | Alessio Di Basco    |
| 1996 | Michele Bartoli          | Luc Leblanc          | Bjarne Riis         |
| 1997 | Oleksandr Hontschenkow   | Sergio Barbero       | Felice Puttini      |
| 1998 | Mirko Celestino          | Massimo Donati       | Michele Bartoli     |
| 1999 | Michael Boogerd          | Massimo Donati       | Marcello Siboni     |
| 2000 | Gilberto Simoni          | Massimo Codol        | Mirko Celestino     |
| 2001 | Jan Ullrich              | Francesco Casagrande | Davide Rebellin     |
| 2002 | Michele Bartoli          | Ivan Basso           | Michael Rasmussen   |
| 2003 | José Iván Gutiérrez      | Alexander Kolobnew   | Davide Rebellin     |
| 2004 | Ivan Basso               | Francesco Casagrande | Rinaldo Nocentini   |
| 2005 | Gilberto Simoni          | Fränk Schleck        | Mirko Celestino     |
| 2006 | Davide Rebellin          | Danilo Di Luca       | Giuseppe Di Grande  |
| 2007 | Fränk Schleck            | Davide Rebellin      | Christopher Horner  |
| 2008 | Danilo Di Luca           | Davide Rebellin      | Alexander Kolobnew  |
| 2009 | Robert Gesink            | Jakob Fuglsang       | Thomas Lövkvist     |
| 2010 | Robert Gesink            | Daniel Martin        | Michele Scarponi    |
| 2011 | Carlos Betancur          | Bauke Mollema        | Rigoberto Urán      |
| 2012 | Nairo Quintana           | Fredrik Kessiakoff   | Franco Pellizotti   |
| 2013 | Diego Ulissi             | Chris Anker Sørensen | Davide Villella     |
| 2014 | Davide Rebellin          | Ángel Madrazo        | Franco Pellizotti   |
| 2015 | Jan Bakelants            | Andrea Fedi          | Ángel Madrazo       |
| 2016 | Esteban Chaves           | Romain Bardet        | Rigoberto Urán      |
| 2017 | Giovanni Visconti        | Vincenzo Nibali      | Rigoberto Urán      |
| 2018 | Alessandro De Marchi     | Rigoberto Urán       | Dylan Teuns         |
| 2019 | Primož Roglič            | Michael Woods        | Sergio Higuita      |
| 2020 | Alexander Wlassow        | João Almeida         | Diego Ulissi        |
| 2021 | Primož Roglič            | João Almeida         | Michael Woods       |
| 2022 | Enric Mas                | Tadej Pogačar        | Domenico Pozzovivo  |
| 2023 | Primož Roglič            | Tadej Pogačar        | Simon Yates         |
| 2024 | Tadej Pogačar            | Thomas Pidcock       | Davide Piganzoli    |